# شريان فخذي
الشِّرْيانُ الفَخِذِيّ (بالإنجليزية: Femoral artery)‏، (باللاتينية: arteria femoralis) هو أكبر شريان في الجسم، يقع في الفخذ ويعتبر الإمداد الشرياني الرئيسي للطرف السفلي. يدخل الفخذ من وراء الرباط الأُرْبِيّ معروفا باسم الشريان الفخذي الأصلي (common femoral artery)، كامتداد للشريان الحرقفي الظاهر. وهنا، فإنه يقع في منتصف الطريق بين الشوكة الحرقفية الأمامية العلوية والارتفاق العاني. يتفرع الشريان الفخذي الأصلي إلى الشريان الفخذي العميق (profunda femoris artery)، الذي يصبح شريان فخذي سطحي (superficial femoral artery) عند نزوله على طول الجزء الأمامي الانسي من الفخذ من خلال المثلث الفخذي. ثم يدخل ويمر من خلال نفق العضلة المقربة، ويصبح اسمه شريان باطن الركبة (popliteal artery) حيث يمر من خلال فتحة في العضلة المقربة الكبيرة بالقرب من تقاطع ثلثي الفخذ الأوسط والبعيد.

## التركيب
تُغَطَى أول ثلاثة أو أربعة سنتيمترات من الشريان الفخذي، مع الوريد الفخذي، في غمد الفخذ. وعلاقات الشريان الفخذي هي كما يلي:
- من الأمام: في الجزء العلوي من مساره، فهو سطحي ومُغَطَى بالجلد واللفافة. وفي الجزء السفلي من مساره، فإنه يمر وراء العضلة الخياطية.
- من الخلف: يقع الشريان على العضلة القطنية الصغيرة، التي تفصله عن مفصل الورك، والعضلة العانية، والعضلة المقربة الطويلة. ويتخلل الوريد الفخذي بين الشريان والعضلة المقربة الطويلة.
- من الناحية الانسية: فهو يرتبط بالوريد الفخذي في الجزء العلوي من مجراه.
- من الناحية الوحشية: يوجد العصب الفخذي وفروعه.

يتفرع الشريان الفخذي إلى عدة فروع في الفخذ والتي تشمل:
- الشريان الحرقفي المنعطف السطحي: وهو فرع صغير يمتد إلى منطقة الشوكة الحرقفية الأمامية العلوية.
- الشريان الشرسوفي السطحي: وهو فرع صغير يعبر الرباط الأربي ويمتد إلى منطقة السرة.
- الشريان الفرجي الخارجي السطحي: وهو فرع صغير يمر للجهة الأنسية لتغذية جلد كيس الصفن (أو الشفة الكبيرة).
- الشريان الفرجي الخارجي الغائر: يمر للجهة الأنسية لتغذية جلد كيس الصفن (أو الشفة الكبيرة).
- الشريان الفخذي العميق: وهو فرع كبير ومهم ينشأ من الجانب الوحشي للشريان الفخذي حوالي 1.5 بوصة (4 سم) تحت الرباط الأربي. ويمر للجانب الإنسي وراء أوعية الفخذ ويدخل الحيز اللفافي الإنسي للفخذ. وينتهي بأن يصبح الشريان الثاقب الرابع. وعند منشأه، فإنه يُعطي الشرايين المحيطية الفخذية الإنسية والوحشية، وخلال مساره يُعطِي ثلاثة شرايين ثاقبة.
- الشريان الركبي النازل: هو فرع صغير ينشأ من الشريان الفخذي قرب نهايته داخل قناة العضلة المقربة. وهو يساعد في تغذية مفصل الركبة.

في اللغة السريرية، يُسمى الجزء من الشريان الفخذي الداني من منشأ الشريان الفخذي العميق بالشريان الفخذي الأصلي، في حين أن الجزء البعيد منه يسمى الشريان الفخذي السطحي.

## الأهمية السريرية

### النبض
ولأن الشريان الفخذي يمكن في كثير من الأحيان أن يكون ملموس من خلال الجلد، فغالبا ما يستخدم كمدخل للقسطرة. ومن خلاله، يمكن توجيه الأسلاك والقسطرة لأي مكان في النظام الشرياني سواء للتدخل العلاجي أو التشخيص، بما في ذلك القلب، والدماغ، والكلى، والذراعين، والساقين. ويمكن أن يكون اتجاه الإبرة في الشريان الفخذي ضد تدفق الدم، للتدخل والتشخيص نحو القلب والساق المعاكسة، أو مع تدفق الدم للتشخيص والتدخل على نفس الساق. الوصول في أي من الشريان الفخذي الأيمن أو الأيسر ممكن، ويعتمد على نوع التدخل أو التشخيص.
المكان الأمثل لجس نبض الفخذ هو في الجزء الداخلي من الفخذ، في نقطة منتصف الإربية، في منتصف الطريق بين الارتفاق العاني والشوكة الحرقفية العلوي الأمامية. ويشير وجود نبض في الشريان الفخذي إلى أن ضغط الدم الانقباضي أكثر من 50 مم زئبق.
يمكن استخدام الشريان الفخذي لرسم الدم الشرياني عندما يكون ضغط الدم منخفضا حيث لا يمكن استخدام
الشريان الكعبري أو العضدي حينها.

### مرض الشريان المحيطي
الشريان الفخذي عرضة للأمراض الشريانية الطرفية. وعندما يتم إحصاره من خلال تصلب الشرايين، يكون هناك حاجة للتدخل عن طريق الجلد والوصول له من الفخذ المعاكس. استئصال باطنة الشريان عن طريق قطعها جراحيا وإزالة لوحة من الشريان الفخذي شائع أيضًا. وإذا تم ربط الشريان الفخذي جراحيا لعلاج تمدد الأوعية الدموية في باطن الركبة، يستمر الدم في الوصول إلى شريان باطن الركبة في الجهة البعيدة للربط عن طريق مفاغرة الركبة. ومع ذلك، إذا تعطل تدفق الدم في الشريان الفخذي في الساق العادية فجأة، تدفق الدم في الجزء البعيد نادرا ما يكفي. والسبب في ذلك هو حقيقة أن المفاغرة الركبية موجودة فقط في عدد قليل من الأفراد، ودائما لا تتكون عندما لايكون هناك مرض في الشريان الفخذي.

## تاريخ
ويبدو أن الرسوم التوضيحية في الكتب الدراسية لمفاغرة الركبة، مثل تلك التي تظهر في الصندوق الجانبي، قد اُستُمِدَت من الصورة المثالية التي أنتجها في البداية تشريح غرايز في عام 1910. ولم يتم عمل تصوير 1910 ولا أي نسخة لاحقة من دراسة تشريحية، ولكن من كتابات جون هنتر (جراح) وأستلي كوبر الذي وصف مفاغرة الركبة بعد سنوات عديدة من ربط الشريان الفخذي لأم الدم في باطن الركبة. ولم تتضح مفاغرة اللركبة بعد حتى مع تقنيات التصوير الحديثة مثل التصوير المقطعي بالأشعة السينية أو تصوير الأوعية.

## صور إضافية

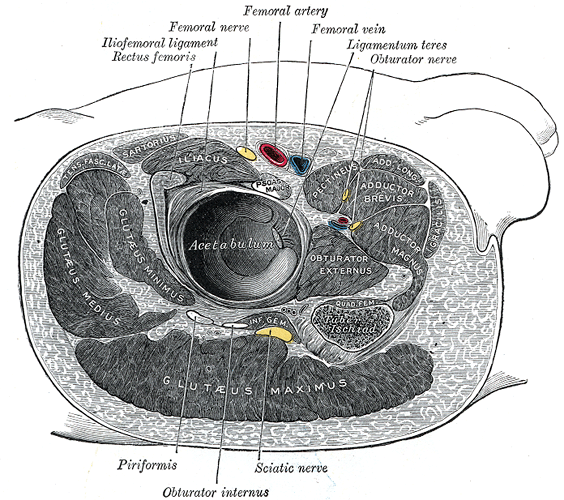
الهياكل المحيطة بمفصل الورك الأيمن.
مقطع عرضي خلال منتصف الفخذ.
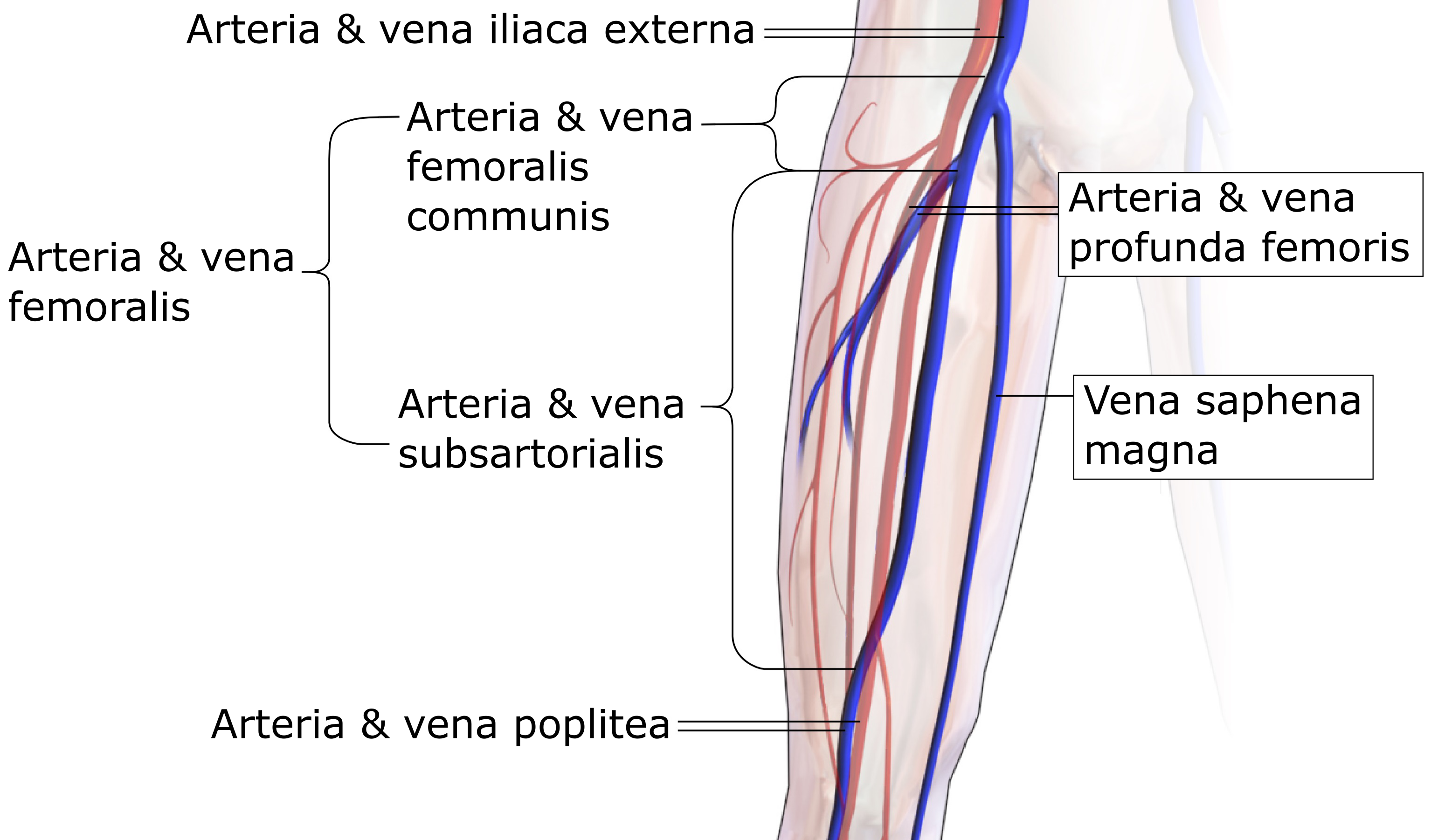
شرائح.
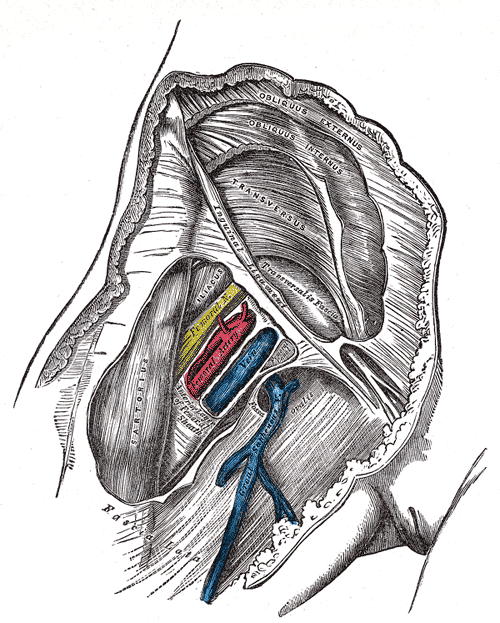
غمد الفخذ وُضِعَ مفتوح لإظهار المقصورات الثلاث.
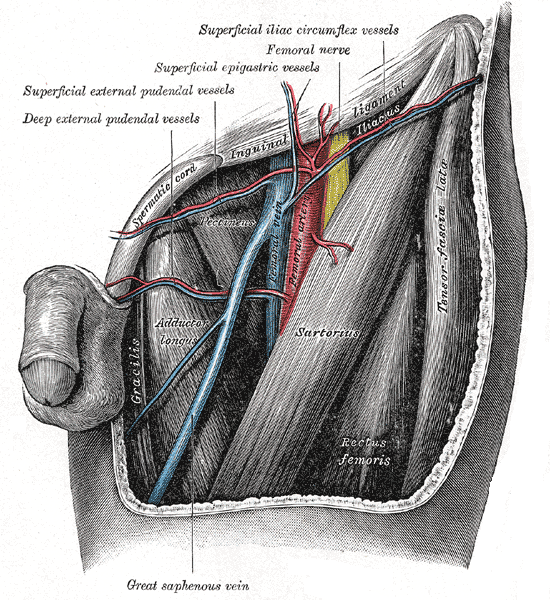
الفخذ الأيسر.ويظر الشريان الفخذي باللون الأحمر.
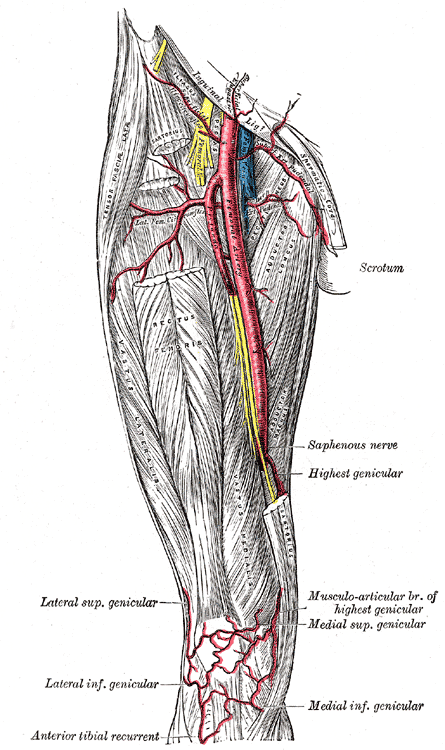
شريان فخذي.
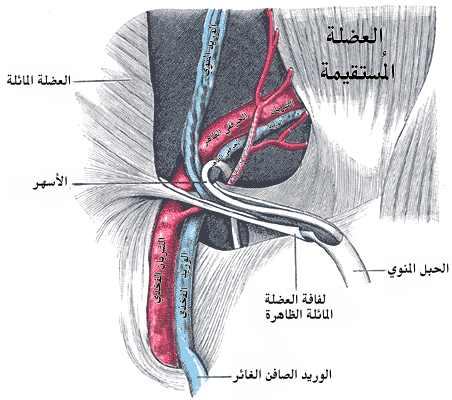
قناة الأربي.
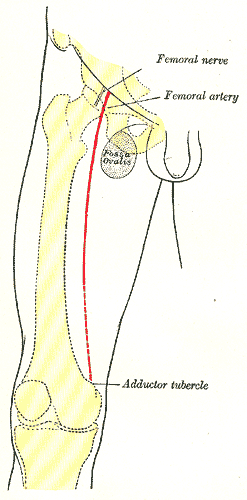
منظر للجزء الأمامي للفخذ، يبين العظام والشريان الفخذي والعصب الفخذي.
مخطط لشرايين الفخذ.
مخطط لشرايين الفخذ بالأرقام بدلا من العلامات .

## وصلات خارجية
- صور تشريحية:12:05-0101 في مركز داونستيت الطبي التابع لجامعة نيويورك
- مقطع عرضي - مختبر التلدين، جامعة فيينا الطبية. pelvis/pelvis-e12-15
- Image at umich.edu - pulse
- Diagram at MSU